# Kungariket Neapel
Kungariket Neapel var ett kungarike som existerade mellan 1282 och 1808, förutom under året 1799 då kungariket var ockuperat av Napoleon Bonaparte. Riket bestod av den södra delen av den italienska halvön och var resterna av det gamla Kungariket Sicilien efter öns utbrytning år 1282. Det fortsatte att officiellt kallas Kungariket Sicilien även om det inte längre hörde ihop med ön Sicilien. Under större delen av sin existens var man styrd av franska eller spanska dynastier. År 1808 återförenades riket med Sicilien igen och bildade det nya riket Bägge Sicilierna.

## Regenter i Neapel
- Karl I av Neapel 1282–1285
- Karl II av Neapel 1285–1309
- Robert I av Neapel 1309–1343
- Johanna I av Neapel 1343–1382
- Karl III av Neapel 1382–1386
- Vladislav av Neapel 1386–1390
- Ludvig II av Anjou 1390–1399
- Vladislav av Neapel 1399–1414
- Johanna II av Neapel 1414–1435
- René I av Neapel 1435–1442
- Alfons V av Aragonien 1442–1458
- Ferdinand I av Aragonien 1458–1494
- Alfons II av Neapel 1494–1495
- Ferdinand II av Aragonien 1495–1496
- Fredrik IV av Neapel 1496–1501
- Ludvig XII av Frankrike 1501–1504
- Ferdinand II av Aragonien 1504–1516
- Karl V 1516–1555
- Filip II av Spanien 1556–1598
- Filip III av Spanien 1598–1621
- Filip IV av Spanien 1621–1647
- Henrik II av Guise 1647–1648
- Filip IV av Spanien 1648–1665
- Karl II av Spanien 1665–1700
- Filip V av Spanien 1700–1714
- Karl VI 1714–1734
- Karl III av Spanien 1734–1759
- Ferdinand I av Bägge Sicilierna 1759–1799

Uppehåll under Napoleonkrigen 1799.
- Ferdinand I av Bägge Sicilierna 1799–1806
- Joseph Bonaparte 1806–1808

## Flaggor i Kungariket Neapel

1282–1442 Neapels flagga under huset Anjou
1442–1516 Flaggan ändrades efter att Alfonso I av Huset Trastámara blev kung.
Kungariket tog den spanska flaggan när den habsburgska Karl V blev kung av Neapel 1516.
1714–1738 Flaggan ändrades efter att Karl VI blev kung.
1738–1806; 1815–1816 Flaggan ändrades efter att Karl VII blev kung av Neapel. Flaggan återinfördes som flagga efter Napoleonkrigen.
1806–1808 Neapels flagga ändrades efter att Joseph Bonaparte blev kung.
1808–1811 Neapels flagga ändrades efter att Joachim Murat blev kung.
1811–1815 Neapels flagga ändrades av Murat.